# Nagia griveaudi
Nagia griveaudi là một loài bướm đêm trong họ Noctuidae.